# 2009년 서울국제실험영화페스티벌
제6회 서울국제실험영화페스티벌은 2009년 9월 10일에 열린 시상식이다.

## 수상 및 후보

### BEST EXiS AWARD
- 태양의 바트망 - 파트릭 보카노프스키 수상

### EXiS AWARD
- 응고 - 미하이 그레쿠 수상

### KOREAN EXiS AWARD
- 대안적 연대기 - 조혜정 수상

### Jungwoon AWARD
- 당신이 처한 상황 - 승애 수상
- Self-Portrait - 김은정 수상

### Avid Award
- 리튼 온 더 바디 - 원 수상
- 회전초밥 - 마라 마투슈카 외1명 수상

### 후지상
- 세속적 기쁨의 정원 - 이자벨라 프루스카-올덴호프 수상
- 잃어버린 세계 - 기울라 네메스 수상

### 선착순 상영회상
- 엄마찌개 - 황순규 수상

### 엑스-나우
- 이동 중 - 리다 압둘
- 염색체 XYZ - 도미니크 에띠엔느 시마르
- 리튼 온 더 바디 - 원
- 칼렌다: 우크라이나 시간 기계 - 나오미 우만
- 시작과 끝 - 바바라 스턴버그
- 다이아몬드(데카르트의 딸) - 에밀리 워딜
- 1969년부터 1972년까지의 의심스러운 역사기술 논리에 대해 - 알렉산더 스튜어트 외1명
- 회전 초밥 - 마라 마투슈카 외1명
- 영화란... 여자 그리고 총 - 구스타프 도이치
- 퐁타쥬 - 프레드 펠론 외1명
- 유령과 자갈밭 - 마이클 롤로
- 진화 - 야니 루스치카
- 이정표 - 수잔나 월린
- 틸트 - 빌리 로이즈
- 코브라 미스트 - 에밀리 리처드슨
- 대안적 연대기 - 조혜정
- 3부작, 케틀스 야드 - 제인 파커
- 태양의 바트망 - 파트릭 보카노프스키
- 시간 - 바르트 베히터
- 욜란다23 - 핌 츠비어
- 별 것 아닌 것은 별 것 아닐 뿐이다 - 조나단 슈워츠
- 세속적 기쁨의 정원 - 이자벨라 프루스카-올덴호프
- 벽화 애니메이션 프로젝트 #1, #2 - 신현정
- 엠 - 펠릭스 뒤푸르-라페리에
- 잃어버린 세계 - 기울라 네메스
- 요란스런 것들 - 텔코시스템즈
- 통사론 트리, 축의 나뭇잎들 - 다이치 사이토
- 응고 - 미하이 그레쿠
- 엑스 - 가브리엘레 아그레스타
- 블랙 앤 화이트 트립스 넘버 포 - 벤 러셀

### 엑스-초이스
- 오버 더 본즈 - 샬럿 긴스보그
- 필수적 음악 - 베아트리스 깁슨
- 채무자 - 마이자 티모넨
- 데칼로그 : 시간의 춤 - 박지홍
- 고무줄놀이 - 박병래
- 도리오 켈리 - 고구미(김화섭)
- 케잌 - 이강
- 페니 파딩 - 이영호 외1명
- Search - 정혜진
- 가려진 채 획득된 가시성에 대한 연구 - 이세옥
- 소리 - 서보형
- 너에게 나의 칼을 주었어 - 남화연
- 중국어 가능자 우대 - 실비 브와소 외1명
- 춘분 - 에이드리언 블랙웰
- 2006년 토론토에서 건축허가제가 공포되던 날 모든 빌딩과 장소들 - 다니엘 영 외1명
- 영원과 욕설에 대한 논고 - 이시도르 이주
- 영화의 밤 - 모리스 르매트르
- 미시적이고 초시간적인 6개의 필름 - 모리스 르매트르
- 라 까스 아 노바스 - 미셸 아마줴
- 맑은 공기 한 숨 - 미셸 아마줴
- 최신식 셔츠 - 미셸 아마줴
- 시네그라피끄 - 프레데릭 드보
- (스크린 너머에서) 우주는-알다시피-저물고 있다 - 크리스틴 루시 레이티머
- 샤스타 산 - 올리버 후세인
- 12 x 26 - 앤드류 제임스 페터슨
- 필름 누아르(100% 블랙 필름 1) - 호르헤 로렌쏘
- 다이아몬드(데카르트의 딸) - 에밀리 워딜
- 피치 - 이자벨 슈펭글러
- 소년/분석: 멜라니 클라인의 “아동 심리 분석 내러티브”의 요약 - 스티브 리인크
- 흐름 - 엘리 엡
- 푸른 베니스/레드 호텔 - 존 게인
- 930 - 알렉산더 라로즈
- 노스탤지아(2001년 4월에서 지금까지) - 크리스티나 배틀
- 자국 - 루이즈 부르크
- 템즈강 유람 - 데이비드 리머
- 회귀 - 김세희
- 당신이 처한 상황 - 승애
- 아버지의 아버지의 - 황선숙
- 미개 - 곳엉훈
- 사랑과 성장 - 조용환
- 오감도 - 전호승
- 공화국 찬가 - 안정윤
- 거미 - 정미리
- 이 물을 마셔도 되나요? - 우금화
- 코리안 걸 - 윤유진
- Count to Six and Die - 허정옥
- 웰컴 리틀 스트레인저 - 신은희
- 디지털 인터미디에이티드 스위밍 - 이형석
- 2분 - 윤지운
- 행복 - 맹주현
- 숨바꼭질 - 반주영
- 너로 비롯된 동사 - 김선희
- 태평무를 행하다 - 신지호
- 4분간 숨을 참아라 - 김상돈
- 먹자 - 김진주
- 감시 너머에 - 이선화
- 스타퍽커 - 수 디오디디
- 유 아 투 팻 - 수 디오디디
- 대지의 잠식 - 쑹 둥
- 부르카 프로젝션 - 소피 에른스트 & 제자들
- 토끼굴 - 치트라 가네쉬
- 간디를 위한 3 발의 총탄 - 투샤르 조아그
- 서막 - 타키 켄타로
- 저항 - 타키 켄타로
- 내 아름다운 쨩 지양 - 쑹 타오
- 수퍼 월드컵 - 에릭 슈
- 리 조 - 알리모

### 엑스-레트로
- 나무의 총 - 요나스 메카스
- 컵/받침대/두 명의 댄서/라디오 - 요나스 메카스
- 군함의 영창 - 요나스 메카스
- 월든: 다이어리, 노트, 스케치 - 요나스 메카스
- 로스트, 로스트, 로스트 - 요나스 메카스
- 리투아니아 여행의 추억 - 요나스 메카스
- 앤디 워홀의 수상식 - 요나스 메카스
- 앤디 워홀의 삶의 모습들 - 요나스 메카스
- 생일 축하해요, 존 - 요나스 메카스
- 제피로 토르나: 조지 마키우나스의 삶의 모습 - 요나스 메카스
- 우연히 나는 아름다움의 섬광을 보았다 - 요나스 메카스

### 엑스-라이브
- 라이브 필름_크래쉬 - 석성석
- 전산 - 즈비그뉴 칼콥스키
- 모음과 자음 - 린 루 외1명
- 마지막 롤 - 린 루
- 정지된/고요한 - 마쯔나미 에리카
- 레이저 블레이드 - 폴 샤리츠
- 어떤 관찰 - 로즈 라우더
- 개기일식 지대 - 미카 타닐라
- 오버올 - 엠마누엘 르프랑
- 베를린 말 - 말콤 르 그리스
- 빛의 음악 - 리즈 로즈

### 인디 비주얼
- 세트 - 박찬경
- 파워통로 - 박찬경
- 비행 - 박찬경
- 신도안 - 박찬경
- 오디트(버전 1) - 다니엘 콕번
- 이상적인 - 다니엘 콕번
- 로켓 맨 - 다니엘 콕번
- 메트로놈 - 다니엘 콕번
- 약한주말 - 다니엘 콕번
- 사기꾼 - 다니엘 콕번
- 야간 팽창 - 다니엘 콕번
- 그림 vs 배경 - 다니엘 콕번
- 멍청하게 유착하는 자들 - 다니엘 콕번
- 이 것은 우리 둘보다 더 크다: 이것이 팩트다 - 다니엘 콕번
- 오디트(버전2) - 다니엘 콕번
- 넘버 4 - 핍 쵸도로프
- 사진작가 - 핍 쵸도로프
- 엔드 메모리(즉흥작) - 핍 쵸도로프
- 세기말(21세기 말의 파리) - 핍 쵸도로프
- 샤를마뉴 2: 필처 - 핍 쵸도로프
- 잘못된 움직임 - 핍 쵸도로프
- 나비 실험 - 핍 쵸도로프

### 랩 프로그램
- 거울과 시계 - 이원우
- 통 - 조혜정
- 비밀스런 짐승 - 장은주
- Nebula Rising - 이행준
- Drying - 채훈정
- Drop - 이두나
- self- portrait - 김은정
- Book of ways : Temporal Regression - 이장욱 외1명

### 아시아 포럼
- 신천지 - 쉬 탄
- 인어 - 린 저러
- 산소로 어지러운 - 가오 스창
- 최면의 깊이 - 니 커윈
- 가족 자본주의 - 청 란
- 경칩 - 동 원성
- 바보의 시각 - 자오 칭 외2명
- 몰려든 군중 - 쩌우 샤오후
- 아유 - 리타 후이
- 감성여행 - 내 22번째 프로젝트 - 창 윙 만
- 힘이 다 빠져버린 Ⅱ - 엘렌 파우
- 그녀는 왜 나냐고 말했다 - 메이 펑
- 어디도 아닌 곳 · 다른 공간 - 린다 라이
- 라티 버전 3.2 - 피비 만
- 그리하여 난 단편영화를 만든다 - S.M.S 샤트리
- 여행 - 프라모드 파티
- 아비드 - 프라모드 파티
- 여인 아테레이 - 슈모나 고엘
- 어딘가에 관해 - 프리야 센
- 발가벗은 - 산타나 이사르
- 섞지마 - 오쿠야마 준이치
- 포틀랜드 오레곤 - 수에오카 이치로
- 우리가 있었던 곳 - 쯔지 나오유키
- 평면, 스플릿 릴 - 이토 류스케
- 흐르듯이, 실을 잣듯이 - 미즈요시 아키라
- 시간의 순례 - 오타 요
- 번짐 - 케이타로 오시마
- 무제 8 - 노토 마사루
- 물로부터의 진화 - 노토 마사루
- 빛, 이슬 - 노토 마사루